# إبراهيم مهوي
إبراهيم مهوي (1937 في رام الله - ) مترجم، وأكاديمي وناقد أدبي من فلسطين متخصص في الأدب والفنون الشعبية والترجمة الفلسطينية والعربية.

## النشأة والتحصيل العلمي
وُلد المهوي في مدينة رام الله عام 1937 لعائلة فلسطينية مسيحية. وبعد تخرجه من مدرسة الفرندز، انتقل إلى الولايات المتحدة عام 1959، واستقر في سان فرانسيسكو. حيث حصل على شهادة البكالوريوس في الهندسة الكهربائية من كلية هيلد. وأيضًا حصل على درجة البكالوريوس في اللغة الإنجليزية عام 1964 من جامعة ولاية كاليفورنيا في هايوارد، وحصل على درجة الماجستير في عام 1966، ودرجة الدكتوراه في عام 1969، في اللغة الإنجليزية من جامعة كاليفورنيا، دافيس.

## العمل
عمل كمحاضر للغة الإنجليزية في جامعة بروك في سانت كاثرينز، أونتاريو في الفترة 1969-1975، شغل المهوي منصبًا في الجامعة الأردنية في عمان في الفترة 1975-1977، ثم ذهب إلى الضفة الغربية ليعمل كرئيس لقسم اللغة الإنجليزية في جامعة بيرزيت خلال الفترة 1978 إلى 1980. عاد ليعمل أستاذ للأدب المقارن في جامعة أوريغون في يوجين (2007).

## ترجمات وكتب
ترجم لمحمود درويش يوميات الحزن العادي وذاكرة النسيان؛ إشترك بتأليف قول يا طير مع شريف كناعنة.